# کوهی تاکایاناگی
کوهی تاکایاناگی (انگلیسی: Kohei Takayanagi؛ زادهٔ ۱۴ آوریل ۱۹۹۴) بازیکن فوتبال اهل ژاپن است.